# Semnan (shahrestan)
Semnan (persiska: سِمنان), eller Shahrestan-e Semnan (شهرستان سِمنان), är en delprovins (shahrestan) i Iran. Den ligger i provinsen Semnan, i den centrala delen av landet. Administrativt centrum är staden Semnan.
Delprovinsen hade 196 521 invånare 2016.
Sydöst om huvudorten Semnan ligger Semnans rymdcentrum, som bland annat inkluderar Imam Khomeinis satellituppskjutningsbas.